# Coptotettix fangchengensis
Coptotettix fangchengensis är en insektsart som beskrevs av Zheng, Z. och G. Jiang 2002. Coptotettix fangchengensis ingår i släktet Coptotettix och familjen torngräshoppor. Inga underarter finns listade i Catalogue of Life.